# Jan van Limburg
Jan van Limburg (Olst, 23 april 1881 - Deventer, 22 augustus 1960) was een Nederlandse politiebeambte. Tijdens de Tweede Wereldoorlog sloot hij zich aan bij de NSB en verkreeg de reputatie als de beruchtste Jodenjager van Twente. Zijn bijnaam was Jan met de Kappen.

## Levensloop
Van Limburg kwam in 1909 in dienst als agent bij de politie in Enschede. In 1919 werd hij bevorderd tot brigadier. Weer twaalf jaar later trad hij toe tot de recherche.
Na de Duitse inval in Nederland ontpopte Van Limburg zich tot verbazing van zijn collega's als fel antisemiet. Hij werd in november 1940 lid van de NSB. Een maand later was hij al hoofd propaganda bij het Rechtsfront. De met de Duitsers samenwerkende politiechef Antoni Berends haalde Van Limburg af van het normale dienstwerk en stelde hem vrij om jacht te maken op ondergedoken personen. Van Limburg richtte zich met name op Joodse onderduikers. In de jaren 1943 en 1944 was hij verantwoordelijk voor de opsporing van zo'n honderd Joden in Enschede en omgeving.
Van Limburg surveilleerde in de tweede helft van 1944 veel in de buurt van het Zuiderspoor, waar hij jacht maakte op mensen die steenkolen probeerden te bemachtigen die van de trein gevallen waren. Dit kwam de verzetsman Klaas Nijenbrink ter ore die Van Limburg ter plekke met zijn stengun onder vuur nam. De politieman overleefde de aanslag, maar het deed hem wel besluiten om op 22 september samen met zijn gezin naar Duitsland te vluchten.
Het plotselinge vertrek van Van Limburg was voor de NSB-burgemeester Jan Hendrik Oonk reden om hem "oneervol ontslag" te verlenen. Van Limburg keerde na een maand terug in Enschede. Bij de Duitse leiding was er ontevredenheid over de wijze waarop Van Limburg was ontslagen. Het ontslag werd teruggedraaid en politiechef Berends kreeg via Jacob Eduard Feenstra een standje. Na zijn terugkeer pakte Van Limburg zijn werkzaamheden weer op tot het einde van de oorlog.
Van Limburg werd in 1948 in eerste instantie door het Bijzondere Gerechtshof ter dood veroordeeld. Zijn straf werd later omgezet naar levenslang. In 1956 werd voorwaardelijk in vrijheid gesteld. Een van de voorwaarden was dat hij zich nooit meer op grondgebied van de gemeente Enschede zou begeven. Zijn inmiddels zwakke lichamelijke en geestelijke gezondheid was een van de redenen om Van Limburg vrij te laten.

## Persoonlijk
Van Limburg was getrouwd met Gerritje Weulink (1891-1960). Met haar kreeg hij twee dochters.